# Cessna 206
O Cessna 206 Station Air é uma aeronave monomotor a pistão de pequeno porte, com capacidade para transportar com razoável conforto um piloto e cinco passageiros em viagens intermunicipais e interestaduais (rotas domésticas), fabricada nos Estados Unidos desde a década de 1990 pela empresa Cessna Aircraft Company, de propriedade da corporação americana Textron Company, que utilizou como base outro projeto original da década de 1960 chamado Cessna 206 Skywagon do mesmo fabricante Cessna.
Na verdade, os modelos Cessna 206 Station Air e Cessna 206 Skywagon são praticamente o mesmo projeto e as denominações diferentes de cada um deles foram originadas apenas para efeitos de marketing aplicados para sinalizar ao consumidor a modernização natural do projeto básico do antigo Cessna 206 Skywagon produzido até o final da década de 1970, ou seja, o Cessna 206 Station Air atual é mais moderno que o modelo anterior Cessna 206 Skywagon, principalmente no que se refere aos aviônicos utilizados, a introdução do sistema de injeção eletrônica de combustível do motor e alguns sutis retoques de estética que o deixou mais bonito que o antecessor.

## Liability
A produção em série do robusto Cessna 206 Skywagon foi interrompida temporariamente na década de 1980 por iniciativa da própria fabricante Cessna, que utilizou como argumento o excesso de regulamentação e responsabilidades financeiras advindas de uma Lei de Responsabilidades aprovada nos Estados Unidos, chamada por lá de Liability, e que provocou alguns temores por parte da indústria aeronáutica civil norte-americana em geral, sobre a sua própria saúde financeira pois, como uma eventual consequência da legislação aprovada, a partir daquela data os fabricantes teriam que arcar com elevados custos de certificação e com uma forte carga de eventuais custos de indenizações ocasionados por acidentes envolvendo aviões, que se julgava serem acima do que seria razoável.
Nesses 15 anos em que a produção desses aviões foi interrompida, o mercado mundial acumulou uma espécie de “demanda reprimida” por aviões a pistão de fácil operação e custo operacional extremamente baixo, a maioria de proprietários rurais emergentes ou fazendeiros tradicionais, empresários e executivos que estão adquirindo seu primeiro avião ou decidiram simplesmente trocar a sua aeronave mais antiga por um modelo mais novo e moderno.
Quando essa Lei de Responsabilidades foi rediscutida e reformada na década de 1990 pelo Congresso dos Estados Unidos a Cessna norte-americana estudou o relançamento dos modelos Cessna 210 Centurion e Cessna 206 Skywagon, que na verdade são aeronaves parecidas, mas decidiu pelo relançamento do modelo mais simples e barato Skywagon.

## Mercado

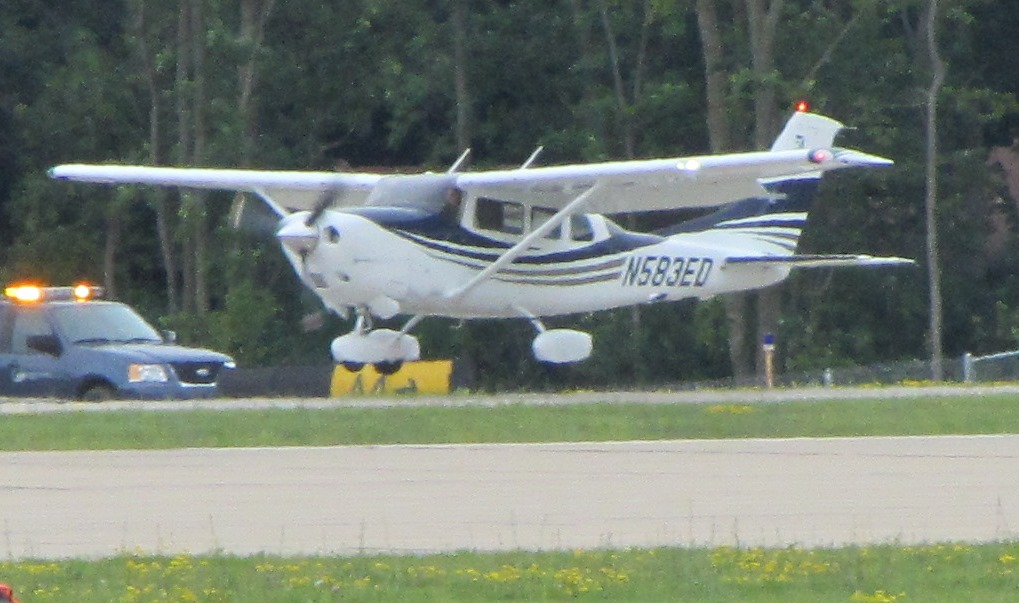
Station Air Turbo
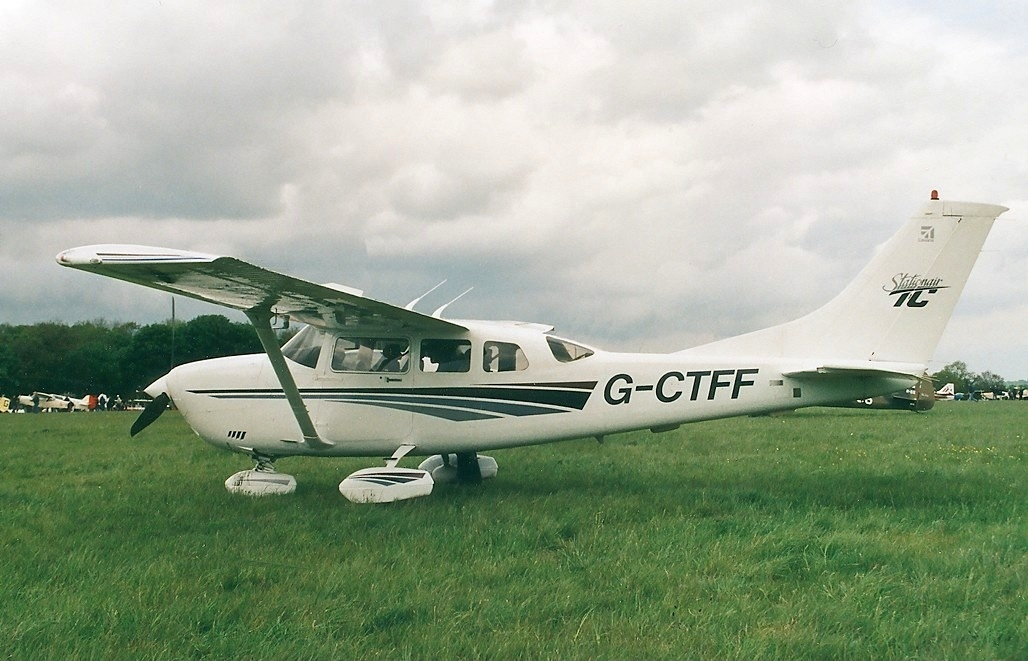
Station Air Turbo

Para relançar o Skywagon rebatizado de Station Air a Cessna decidiu também manter todas as características de baixíssimo consumo de combustível e manutenção fácil e barata, acrescentando apenas o necessário para atualizar esse modelo onde essas características básicas não fossem afetadas, conservando as características anteriores de robustez estrutural do Skywagon.
O Cessna 206 Station Air é uma aeronave fácil de pilotar graças a uma boa aerodinâmica e aos componentes eletrônicos, mecânicos, elétricos e hidráulicos que formam um bom conjunto, começando pela confiável e tradicional motorização Lycoming IO 540 aspirado de 300 hp, ou Lycoming TIO 540 turbo de 310 hp, produzidas nos Estados Unidos pela própria Textron, e pelas hélices de três pás McCaulley, passando pelos indispensáveis GPS, Stormscope, TCAS e, finalmente, completados pelo sistema EFIS (Electronic Flight Instrument System) de navegação, com o PFD (tela primária) e MFD (tela multifuncional) no painel de controle, que podem ser solicitadas pelo cliente ao fabricante como opcional.
O Station Air tem três amplas portas laterais de acesso ao interior da aeronave, uma para o piloto e acompanhante (não há necessidade de co-piloto) e outras duas para os passageiros dos quatro assentos traseiros, totalizando seis assentos. O robusto trem de pouso é fixo, o que reduz os custos de manutenção da aeronave. Para finalizar, o fabricante Cessna tomou o cuidado de acrescentar itens de conforto como bancos de couro, entre outros.
Toda a família de aeronaves 206 da Cessna é um grande sucesso de vendas, com mais de 7.000 unidades vendidas, incluindo uma variedade de versões e derivados do mesmo projeto básico 206 lançado na década de 1960.

## Operadores

### Civis
A aeronave é amplamente utilizada por pilotos privados individuais e companhias, também é usado para pequenos fretes, uma das maiores operadoras do Cessna 207 é a Yute Air Alaska com uma frota de 12 aeronaves.

### Governamental
Canadá
- Ottawa Police Service um U206G em missão de vigilância aérea.[8]

### Militares
Argentina
- Exército Argentino, seis T207.[9]

 Bolívia
- Força Aérea Boliviana, dois U206C e sete TU206G[10]

 Colômbia
 Chile
- Força Aérea Chilena, um Cessna 206 operado de 1974 a 1980, vendido posteriormente no mercado civil.[11]

 Djibuti
- Força Aérea de Djibuti, um U206G.[12]

 Equador
- Força Aérea Equatoriana[13]

 República Dominicana
 Guiana
 Índia
 Israel
- Força Aérea Israelense

 Malásia
 México
 Paraguai
- Força Aérea Paraguaia, cinco U206G.
- Força Aérea Naval do Paraguai, quatro U206A/C.
- Força Aérea do Exército Paraguaio, 2 U206G.

 Peru
 Filipinas
- Exército Filipino

 Uruguai

## Versões
Cessna 205
Lançado originalmente como Cessna 210-5, foi basicamente uma versão com trem de pouso fixo do Cessna 210 Centurion. Foi introduzido ao mercado em 1962, seguido pela C205A em 1964. O Cessna 205 é propulsionado pelo mesmo motor Continental IO-470, de 260hp dos Centurion 210B e uma de suas principais características é a porta de carga, no lado esquerdo da fuselagem.
Cessna 206
O Cessna 206 foi introduzido a partir de 1964 e foi produzido até 1986, quando Cessna finalizou a produção de todos os seus monomotores. Foi relançado em 1998 e continua em produção, atualmente. O total de Cessna 206 produzidos até então ultrapassa 6500 unidades.
Cessna U206
Série lançada em 1964, o U206, é propulsionado por um motor Continental IO-520-A, de 285hp. O ‘’U’’, junto ao 206 significa utilitário. Esta variante foi equipada com uma porta lateral para o piloto e duas portas traseiras, permitindo um melhor acesso mais às duas fileiras de assentos e permitindo fácil carregamento de carga de grandes dimensões.
Cessna P206
Lançado em 1965. O ‘’P’’ em sua designação significa ‘’People’’. O P206 tinha portas de passageiros em ambos os lados, semelhantes do Cessna 210.
Foi produzido entre 1965 e 1970 e era equipado por um Continental IO-520-A de 285hp. Também teve uma versão turbo, o TP206 e tinha um motor Continental TSIO-520-A, também com 285hp.
647 P206 foram produzidos e ficaram conhecidos como Super Skylane.
Cessna 206H
Após uma pausa de doze anos na produção de monomotores, a Cessna voltou a fabricar uma nova versão do C206, relançando-o ao mercado, em 1998, como Cessna 206H Stationair.
Cessna 207
O modelo 207 podia receber entre sete e oito assentos. Foi desenvolvido a partir da célula do C206, recebendo um alongamento de sua fuselagem para permitir mais espaço, para mais assentos. A seção de nariz estendeu-se em 18 polegadas, tendo um bagageiro entre o motor e a fuselagem. Com o aumento do nariz da aeronave, a distância entre a bequilha e o trem principal também aumentou, em 18 polegadas, dando à aeronave um maior raio de giro, porém a deflexão máxima da roda do nariz não foi aumentou.
O 207 foi introduzido em 1969, com um motor Continental IO-520-F de 300hp. Uma versão Turbo também foi oferecida, equipada com um Continental TSIO-520-G de igual potência.
No início da produção do modelo foi chamado Skywagon, mas em 1977, o nome foi mudado para Stationair 7. Em 1977 também surgiu a versão Turbo, com um motor Continental TSIO-520-M, com 310hp, o mesmo da série TU206.
O oitavo assento foi adicionado ao 207 em 1980 e era então conhecido como o Stationair 8. A produção do 207 foi finalizada em 1984, apenas dois anos antes da produção U206 ser interrompida. Um total de 788 unidades foram fabricados.
O Cessna 207 foi e ainda é muito utilizado por companhias de táxis aéreos, proprietários particulares e lançamento de paraquedistas.
Conversões pós-venda
Em abril de 2007, a Thielert Aircraft Engines anunciou que a European Aviation Safety Agency concedeu um certificado suplementar de tipo (STC) para conversão dos modelos da série 206 para o motor a diesel Thielert V-8. Tal certificado permite a conversão dos seguintes modelos: U206F e TU206F, com a 300hp, e o U206G, TU206G, 206H e T206H, com o 310hp. Estas modificações não requerem quaisquer alteração para a capota do motor.
A Soloy Aviation Solutions oferece até hoje uma versão turboélice de conversão para alguns modelos do 206/207, sendo uma turbina Allison 250-C20B, de 418 shp, exigindo também mudanças na carenagem frontal do motor.

## Ficha técnica
Dados: Jane's All The World's Aircraft 2003–2004
|                        | 206 Station Air (aspirado)                                                                  | 206 Station Air (turbo)                                                                     |
| ---------------------- | ------------------------------------------------------------------------------------------- | ------------------------------------------------------------------------------------------- |
| Teto de serviço        | Aprox. 5.000 metros;                                                                        | Aprox. 8.200 metros;                                                                        |
| Velocidade de cruzeiro | Aprox. 270 km/h;                                                                            | Aprox. 300 km / h;                                                                          |
| Consumo médio (AVGAS)  | Aprox. 75 litros / hora (lotado / 75% potência); Aprox. 0,06 litro / passageiro / km voado; | Aprox. 85 litros / hora (lotado / 75% potência); Aprox. 0,06 litro / passageiro / km voado; |
| Capacidade             | 1 piloto e 5 passageiros;                                                                   | 1 piloto e 5 passageiros;                                                                   |
| Motorização (potência) | Textron Lycoming IO 540 aspirado (300 hp);                                                  | Textron Lycoming TIO 540 turbo (310 hp);                                                    |
| Pista de pouso         | Aprox. 1.000 metros (lotado / dias quentes / tanques cheios);                               | Aprox. 1.000 metros (lotado / dias quentes / tanques cheios);                               |
| Alcance                | Aprox. 1.000 quilômetros (lotado / 75% potência / com reservas);                            | Aprox. 1.000 quilômetros (lotado / 75% potência);                                           |
| Comprimento            | Aprox. 8,6 metros;                                                                          | Aprox. 8,6 metros;                                                                          |
| Peso máximo decolagem  | Aprox. 1.600 kg;                                                                            | Aprox. 1.600 kg;                                                                            |
| Preço                  | Aprox. US$ 650 mil (novo);                                                                  | Aprox. US$ 750 mil (novo);                                                                  |

## Principais concorrentes
- Piper Saratoga
- Piper Malibu